# دودة السفن
ديدان السفن (بالإنجليزية: Shipworms)‏ هي ليست ديدان في الحقيقة، ولكنها بالأحرى مجموعة استثنائية من المحارات الملزمية التي تعيش في المياه المالحة لها أصداف صغيرة جداً. وهي ديدان معروفة بحفر وتحطيم المشيدات والهياكل الخشبية المغمورة في مياه البحر، مثل الأرصفة والموانئ والسفن الخشبية.أحياناً تسمى بـ«نمل البحر الأبيض». تصنف ضمن الرخويات البحرية ذوات المصراعين، وتعرف أيضاً باسم «دودة تريدو».